# Ricardo Vaz Tê
Ricardo Vaz Tê, né le 1er octobre 1986 à Lisbonne, est un footballeur portugais d'origine bissau-guinéenne, évoluant au poste d'attaquant au Portimonense SC. International portugais espoir.

## Carrière
- 2003 - 2010 :  Bolton Wanderers
  - 2007 :  Hull City AFC  (prêt)
- 2010 - jan. 2011 :  Paniónios GSS
- fév. 2011 - 2011 :  Hibernian FC
- 2011- jan 2012 :  Barnsley
- 2012 - 2015 :  West Ham
- 2015  :  Akhisar Belediyespor
- 2015 - :  Charlton Athletic[1],[2]

## Palmarès
- Meilleur buteur du Tournoi de Toulon en 2005.